# Ерлінг Б'єрнсон
Ерлінг Б'єрнсон (норв. Erling Bjørnson; 19 квітня 1868 — 7 грудня 1959) — норвезький фермер і політик член Аграрної партії, а пізніше партії Національної єдністі.
Народився в Копенгагені, син Кароліни та Б'єрнстьєрне Б'єрнсона. Він був обраний до парламенту Норвегії в 1933 році від округу Оппланн, і був переобраний в 1936 році.